# Belleville (Pennsilvània)
Belleville és una concentració de població designada pel cens dels Estats Units a l'estat de Pennsilvània. Segons el cens del 2000 tenia 1.386 habitants.

## Demografia
Segons el cens del 2000, Belleville tenia 1.386 habitants, 572 habitatges, i 407 famílies. La densitat de població era de 257,3 habitants per quilòmetre quadrat.
Dels 572 habitatges en un 27,1% hi vivien nens de menys de 18 anys, en un 62,2% hi vivien parelles casades, en un 6,3% dones solteres, i en un 28,7% no eren unitats familiars. En el 26,9% dels habitatges hi vivien persones soles el 14% de les quals corresponia a persones de 65 anys o més que vivien soles. El nombre mitjà de persones vivint en cada habitatge era de 2,42 i el nombre mitjà de persones que vivien en cada família era de 2,93.
Per edats la població es repartia de la següent manera: un 24,3% tenia menys de 18 anys, un 5,6% entre 18 i 24, un 24,9% entre 25 i 44, un 25% de 45 a 60 i un 20,2% 65 anys o més.
L'edat mediana era de 42 anys. Per cada 100 dones de 18 o més anys hi havia 86,3 homes.
La renda mediana per habitatge era de 34.352 $ i la renda mediana per família de 40.096 $. Els homes tenien una renda mediana de 32.933 $ mentre que les dones 21.490 $. La renda per capita de la població era de 15.202 $. Entorn del 2% de les famílies i el 6,1% de la població estaven per davall del llindar de pobresa.

## Poblacions més properes
El següent diagrama mostra les poblacions més properes.